# Chamidae
Chamidae är en familj av musslor. Chamidae ingår i överfamiljen Chamoidea, ordningen Veneroida, klassen musslor, fylumet blötdjur och riket djur. Enligt Catalogue of Life omfattar familjen Chamidae 18 arter.
Chamidae är enda familjen i överfamiljen Chamoidea.
Kladogram enligt Catalogue of Life:
| Chamidae | \| \| Arcinella \| \| \| \| \| \| Chama \| \| \| \| \| \| Pseudochama \| \| \| \| |
|          | \| \| Arcinella \| \| \| \| \| \| Chama \| \| \| \| \| \| Pseudochama \| \| \| \| |
|          | Arcinella                                                                         |
|          |                                                                                   |
|          | Chama                                                                             |
|          |                                                                                   |
|          | Pseudochama                                                                       |
|          |                                                                                   |

## Bildgalleri

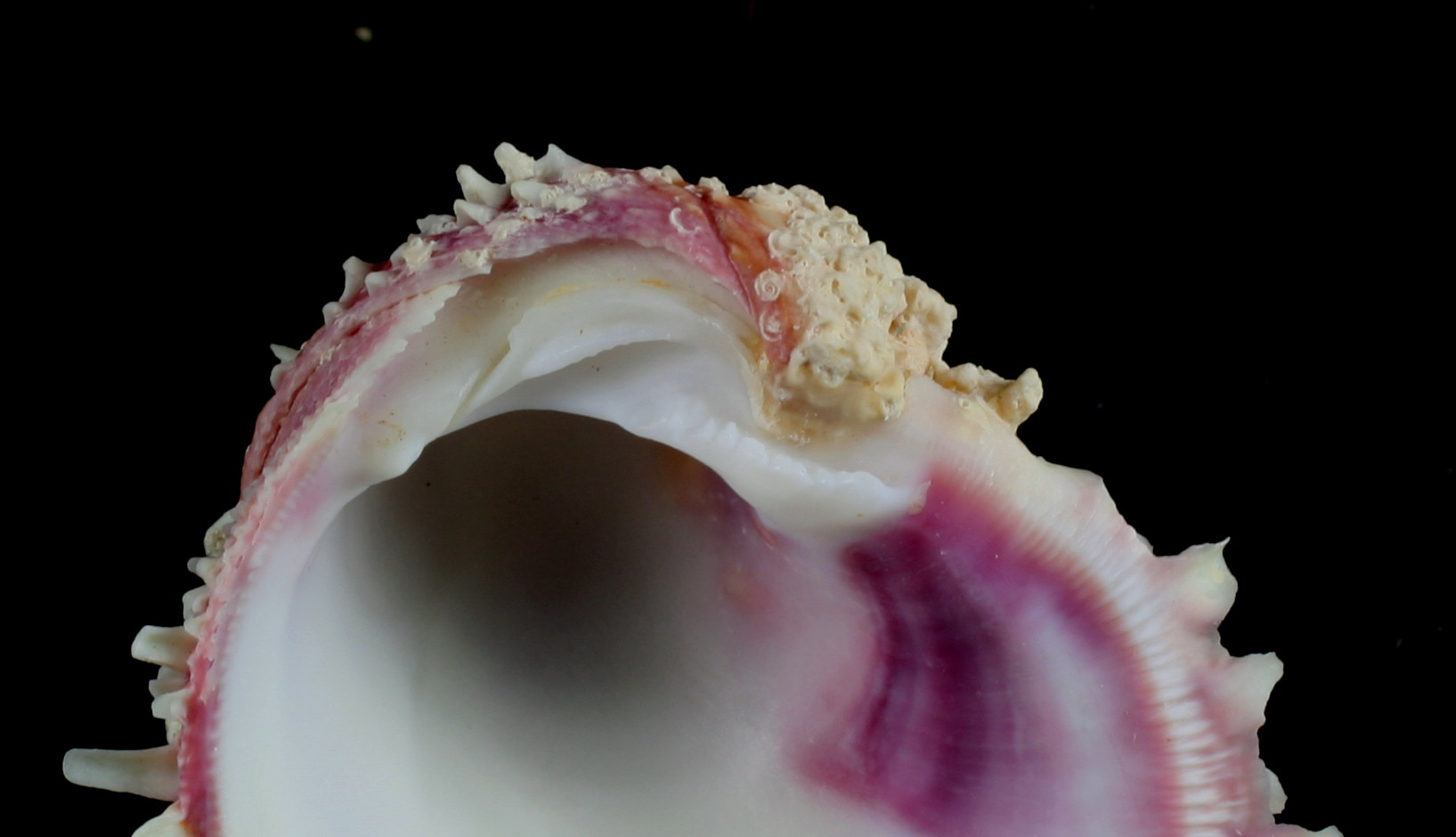